# DFB-Pokal 1969/70
DFB-Pokalsieger 1970 wurde Kickers Offenbach. Mit den Offenbacher Kickers wurde 1970 erstmals ein Zweitligist Pokalsieger. Kickers Offenbach stieg im gleichen Jahr außerdem von der Regionalliga in die Bundesliga auf. Da die Fußball-Weltmeisterschaft 1970 in Mexiko bereits am 31. Mai begann, entschied sich der DFB für eine Austragung des DFB-Pokals ab dem Achtelfinale während der Sommerpause nach dem WM-Turnier. Offenbach war zu diesem Zeitpunkt eigentlich schon Bundesligist. Obwohl der Wettbewerb noch der Saison 1969/70 zugerechnet wurde, spielten die Vereine ab dem Achtelfinale dann bereits mit dem Kader der neuen Saison.
So wurde der Spieler Winfried Schäfer mit Borussia Mönchengladbach im Mai 1970 Deutscher Meister und im August mit seinem neuen Verein Kickers Offenbach Pokalsieger in einer Saison.
Im Europapokal der Pokalsieger schieden die Offenbacher in der 1. Runde gegen den FC Brügge aus.

## 1. Hauptrunde
| Datum                 |                         | Ergebnis  |                        |
| --------------------- | ----------------------- | --------- | ---------------------- |
| 02.01.1970, 19:30 Uhr | Eintracht Gelsenkirchen | 1:3       | Borussia M’gladbach    |
| 03.01.1970, 15:00 Uhr | 1. FC Nürnberg          | 1:0       | VfB Stuttgart          |
| 03.01.1970, 15:30 Uhr | Kickers Offenbach       | 4:1       | TSV 1860 München       |
| 03.01.1970, 15:30 Uhr | Hannover 96             | 3:2       | Rot-Weiß Oberhausen    |
| 03.01.1970, 18:00 Uhr | SSV Jahn Regensburg     | 1:0       | Eintracht Braunschweig |
| 04.01.1970, 14:00 Uhr | FC 1908 Villingen       | 1:3       | Hamburger SV           |
| 24.03.1970, 20:00 Uhr | Rot-Weiss Essen         | 3:3 n. V. | 1. FC Köln             |
| 25.03.1970, 16:00 Uhr | SG Wattenscheid 09      | 1:6       | FC Bayern München      |
| 25.03.1970, 17:00 Uhr | Göttingen 05            | 0:1 n. V. | MSV Duisburg           |
| 25.03.1970, 19:30 Uhr | Wuppertaler SV          | 1:0       | 1. FC Kaiserslautern   |
| 26.03.1970, 17:00 Uhr | VfL Osnabrück           | 1:2 n. V. | Eintracht Frankfurt    |
| 08.04.1970, 19:30 Uhr | SV Alsenborn            | 11:5 1    | FC Schalke 04          |
| 15.04.1970, 19:30 Uhr | FK Pirmasens            | 1:2       | Hertha BSC             |
| 22.04.1970, 17:30 Uhr | Schwarz-Weiß Essen      | 1:2       | Borussia Dortmund      |
| 05.05.1970, 19:30 Uhr | Tennis Borussia Berlin  | 0:2       | Werder Bremen          |
| 11.07.1970, 17:30 Uhr | SV Arminia Hannover     | 0:3       | Alemannia Aachen       |

### Wiederholungsspiel
| Datum                 |            | Ergebnis |                 |
| --------------------- | ---------- | -------- | --------------- |
| 24.07.1970, 19:30 Uhr | 1. FC Köln | 5:1      | Rot-Weiss Essen |

## Achtelfinale
| Datum                 |                     | Ergebnis  |                     |
| --------------------- | ------------------- | --------- | ------------------- |
| 28.07.1970, 20:00 Uhr | FC Schalke 04       | 0:0 n. V. | Hertha BSC          |
| 29.07.1970, 19:30 Uhr | Eintracht Frankfurt | 2:0       | Hamburger SV        |
| 29.07.1970, 19:30 Uhr | Wuppertaler SV      | 0:3       | 1. FC Nürnberg      |
| 29.07.1970, 19:30 Uhr | 1. FC Köln          | 6:1       | MSV Duisburg        |
| 29.07.1970, 19:30 Uhr | Alemannia Aachen    | 1:1 n. V. | Werder Bremen       |
| 29.07.1970, 20:00 Uhr | FC Bayern München   | 4:0       | SSV Jahn Regensburg |
| 29.07.1970, 20:00 Uhr | Hannover 96         | 1:3       | Borussia M’gladbach |
| 30.07.1970, 19:30 Uhr | Kickers Offenbach   | 2:1 n. V. | Borussia Dortmund   |

### Wiederholungsspiele
| Datum                 |               | Ergebnis      |                  |
| --------------------- | ------------- | ------------- | ---------------- |
| 01.08.1970, 19:30 Uhr | Hertha BSC    | 4:0           | FC Schalke 04    |
| 03.08.1970, 19:30 Uhr | Werder Bremen | 1:1 n. V. (L) | Alemannia Aachen |

## Viertelfinale
| Datum                 |                     | Ergebnis  |                   |
| --------------------- | ------------------- | --------- | ----------------- |
| 05.08.1970, 19:30 Uhr | Borussia M’gladbach | 2:3 n. V. | 1. FC Köln        |
| 05.08.1970, 19:30 Uhr | 1. FC Nürnberg      | 2:1       | FC Bayern München |
| 05.08.1970, 19:30 Uhr | Eintracht Frankfurt | 0:3       | Kickers Offenbach |
| 06.08.1970, 19:30 Uhr | Alemannia Aachen    | 1:0       | Hertha BSC        |

## Halbfinale
| Datum                 |                   | Ergebnis  |                |
| --------------------- | ----------------- | --------- | -------------- |
| 19.08.1970, 20:00 Uhr | Kickers Offenbach | 4:2 n. V. | 1. FC Nürnberg |
| 19.08.1970, 20:00 Uhr | Alemannia Aachen  | 0:4       | 1. FC Köln     |

## Finale
| Paarung           | 1. FC Köln – Kickers Offenbach |
| Ergebnis          | 1:2 (0:1) |
| Datum             | 29. August 1970 um 16:00 Uhr |
| Stadion           | Niedersachsenstadion, Hannover |
| Zuschauer         | 50.000 |
| Schiedsrichter    | Gerhard Schulenburg (Hamburg) |
| Tore              | 0:1 Winkler (27.) 0:2 Gecks (64.) 1:2 Löhr (73.) |
| 1. FC Köln        | Manfred Manglitz, Karl-Heinz Thielen (31. Bernd Rupp), Matthias Hemmersbach, Heinz Simmet, Werner Biskup, Wolfgang Weber, Hans-Josef Kapellmann, Heinz Flohe, Thomas Parits, Wolfgang Overath, Hennes Löhr Cheftrainer: Ernst Ocwirk ( Österreich) |
| Kickers Offenbach | Karlheinz Volz, Hans Reich, Josef Weilbächer, Egon Schmitt , Helmut Kremers, Helmut Schmidt, Roland Weida, Walter Bechtold (60. Helmut Nerlinger), Winfried Schäfer, Horst Gecks, Klaus Winkler Cheftrainer: Aki Schmidt                           |
| Besonderheiten    | Karlheinz Volz hält Foulelfmeter von Werner Biskup (81.) |